# Дампјер сир ле Ду
Дампјер сир ле Ду (фр. Dampierre-sur-le-Doubs) насеље је и општина у источној Француској у региону Франш-Конте, у департману Ду која припада префектури Монбелијар.
По подацима из 2011. године у општини је живело 490 становника, а густина насељености је износила 155,06 становника/km². Општина се простире на површини од 3,16 km². Налази се на средњој надморској висини од 306 метара (максималној 458 m, а минималној 301 m).

## Демографија
| 1962. | 1968. | 1975. | 1982. | 1990. | 1999. | 2011. |
| ----- | ----- | ----- | ----- | ----- | ----- | ----- |
| 307   | 315   | 391   | 474   | 536   | 494   | 490   |

График промене броја становника у току последњих година